# K-On!/Episodenliste
Dies ist eine Liste der Episoden aus der Anime-Fernsehserie K-On!, die auf dem gleichnamigen Manga (Yonkoma) von Kakifly beruht.
Die Serie wurde vom Animationsstudio Kyōto Animation unter der Regie von Naoko Yamada produziert. Das Drehbuch zu den einzelnen Folgen schrieb Reiko Yoshida, das Charakterdesign wurde von Yukiko Horiguchi ausgearbeitet. Beide griffen dabei auf die Vorlage von Kakifly zurück, nahmen aber auch eigenständig Erweiterungen vor. Die Handlung verfolgt fünf japanische Oberschülerinnen, die einen eigenen Musikclub und eine Band gründen wollen. Jedoch besitzt der Club gerade einmal die Mindestzahl an Mitgliedern, und eine der Schülerinnen hat keinerlei musikalische Erfahrung und muss erst Gitarre spielen lernen. So sieht sich die Band häufig alltäglichen Sorgen ausgesetzt, kann sich aber mit der Zeit um ein fünftes Mitglied erweitern.
Die erste Staffel K-On! wurde erstmals vom 3. April bis 26. Juni 2009 auf TBS übertragen und umfasste ursprünglich 13 Folgen. Auf der letzten der sechs Veröffentlichungen auf Blu-ray Disc und DVD gibt es jedoch eine zusätzliche Folge, die den Übergang zur zweiten Staffel K-On!! herstellt. Die zweite Staffel umfasste 26 Folgen und wurde aufgrund einer Kooperation abermals erstmals auf TBS vom 7. April bis 29. September 2010 übertragen.
Ein Animationsfilm unter dem Namen K-ON! – The Movie, der auf der Serie basiert, kam am 3. Dezember 2011 in die japanischen Kinos und wurde später am 18. Juli 2012 auf BD und DVD veröffentlicht.
In Japan ist K-On! die bisher auf Blu-ray Disc meistverkaufte Anime-Fernsehserie und erreichte weitreichende Bekanntheit. Die zweite Staffel der Serie, die unter dem Titel K-On!! erschien, wurde allein in Japan auf knapp 30 verschiedenen Sendern übertragen. Zur Popularisierung der Serie trugen nicht zuletzt auch die zahlreichen Musikveröffentlichungen bei, die sich regelmäßig in den japanischen Charts platzieren konnten und auch dort neue Rekorde aufstellten. So schafften es beispielsweise die beiden Singles Go! Go! Maniac und Listen!! der Band HTT, ein Zusammenschluss der Seiyū der Serie, Ende April 2010 gleichzeitig auf Platz 1 und 2 der Charts, was zuvor keiner anderen weiblichen Band gelungen war. Zuvor schafften dies als Solosängerinnen nur Keiko Fuji und Seiko Matsuda in den Jahren 1970 und 1983.

## Episodenliste

### 1. Staffel
| Nr.        | Titel                                                                                 | Regie               | Ausgestrahlt am | Deutschsprachige Ausstrahlung am |
| ---------- | ------------------------------------------------------------------------------------- | ------------------- | --------------- | -------------------------------- |
| 1          | "Klubauflösung!" Transliteration: "Haibu!" (Japanisch: 廃部!)                         | Naoko Yamada        | 3. April 2009   | 02.11.2019                       |
| 2          | "Instrumente!" Transliteration: "Gakki!" (Japanisch: 楽器!)                           | Noriyuki Kitanohara | 10. April 2009  | 02.11.2019                       |
| 3          | "Spezialtraining!" Transliteration: "Tokkun!" (Japanisch: 特訓!)                      | Mitsuyoshi Yoneda   | 17. April 2009  | 09.11.2019                       |
| 4          | "Trainingscamp!" Transliteration: "Gasshuku!" (Japanisch: 合宿!)                      | Taichi Ishidate     | 24. April 2009  | 09.11.2019                       |
| 5          | "Betreuer!" Transliteration: "Komon!" (Japanisch: 顧問!)                              | Noriko Takao        | 1. Mai 2009     | 16.11.2019                       |
| 6          | "Schulfest!" Transliteration: "Gakuensai!" (Japanisch: 学園祭!)                       | Tatsuya Ishihara    | 8. Mai 2009     | 16.11.2019                       |
| 7          | "Weihnachten!" Transliteration: "Kurisumasu!" (Japanisch: クリスマス!)                | Noriyuki Kitanohara | 15. Mai 2009    | 23.11.2019                       |
| 8          | "Willkommensfeier!" Transliteration: "Shinkan!" (Japanisch: 新歓!)                    | Mitsuyoshi Yoneda   | 22. Mai 2009    | 23.11.2019                       |
| 9          | "Neues Mitglied!" Transliteration: "Shinnyū Buin!" (Japanisch: 新入部員!)             | Taichi Ishidate     | 29. Mai 2009    | 30.11.2019                       |
| 10         | "Trainingscamp, die Zweite!" Transliteration: "Mata Gasshuku!" (Japanisch: また合宿!) | Kazuya Sakamoto     | 5. Juni 2009    | 30.11.2019                       |
| 11         | "Notlage!" Transliteration: "Pinchi!" (Japanisch: ピンチ!)                            | Noriko Takao        | 12. Juni 2009   | 07.12.2019                       |
| 12         | "Light Music!" Transliteration: "Keion!" (Japanisch: 軽音!)                           | Tatsuya Ishihara    | 19. Juni 2009   | 07.12.2019                       |
| 13 (extra) | "Wintertag!" Transliteration: "Fuyu no Hi!" (Japanisch: 冬の日!)                      | Noriyuki Kitanohara | 26. Juni 2009   | 14.12.2019                       |
| OVA        | "Livemusik-Klub!" Transliteration: "Raibu Hausu!" (Japanisch: ライブハウス!)          | Taichi Ishidate     | 20. Januar 2009 | 14.12.2019                       |
| Quelle:    |                                                                                       |                     |                 |                                  |

### 2. Staffel
| Nr.        | Titel                                                                                            | Regie                        | Ausgestrahlt am    | Deutschsprachige Ausstrahlung am |
| ---------- | ------------------------------------------------------------------------------------------------ | ---------------------------- | ------------------ | -------------------------------- |
| 1          | "3. Klasse!" Transliteration: "Kō San!" (Japanisch: 高3!)                                        | Naoko Yamada                 | 7. April 2010      | 21.12.2019                       |
| 2          | "Aufräumen!" Transliteration: "Seiton!" (Japanisch: 整頓!)                                       | Tatsuya Ishihara             | 13. April 2010     | 21.12.2019                       |
| 3          | "Schlagzeugerin!" Transliteration: "Doramā!" (Japanisch: ドラマー!)                              | Noriyuki Kitanohara          | 20. April 2010     | 28.12.2019                       |
| 4          | "Klassenfahrt!" Transliteration: "Shūgaku Ryokō!" (Japanisch: 修学旅行!)                         | Yoshiji Kigami               | 27. April 2010     | 28.12.2019                       |
| 5          | "Zu Hause geblieben!" Transliteration: "Orusuban!" (Japanisch: お留守番!)                        | Taichi Ishidate              | 4. Mai 2010        | 04.01.2020                       |
| 6          | "Regenzeit!" Transliteration: "Tsuyu!" (Japanisch: 梅雨!)                                        | Kazuya Sakamoto              | 11. Mai 2010       | 04.01.2020                       |
| 7          | "Teegesellschaft!" Transliteration: "Ochakai!" (Japanisch: お茶会!)                              | Hiroko Utsumi                | 18. Mai 2010       | 11.01.2020                       |
| 8          | "Laufbahn!" Transliteration: "Shinro!" (Japanisch: 進路!)                                        | Mitsuyoshi Yoneda            | 25. Mai 2010       | 11.01.2020                       |
| 9          | "Semesterabschlussprüfungen!" Transliteration: "Kimatsu Shiken!" (Japanisch: 期末試験!)          | Noriyuki Kitanohara          | 1. Juni 2010       | 18.01.2020                       |
| 10         | "Lehrerin!" Transliteration: "Sensei!" (Japanisch: 先生!)                                        | Noriko Takao                 | 8. Juni 2010       | 18.01.2020                       |
| 11         | "So heiß!" Transliteration: "Atsui!" (Japanisch: 暑い!)                                          | Taichi Ishidate              | 15. Juni 2010      | 25.01.2020                       |
| 12         | "Open Air!" Transliteration: "Natsu Fesu!" (Japanisch: 夏フェス!)                                | Kazuya Sakamoto              | 22. Juni 2010      | 25.01.2020                       |
| 13         | "Spätsommergrüße!" Transliteration: "Zansho Mimai!" (Japanisch: 残暑見舞い!)                     | Hiroko Utsumi                | 29. Juni 2010      | 01.02.2020                       |
| 14         | "Sommerkurse!" Transliteration: "Kaki Kōshū!" (Japanisch: 夏期講習!)                             | Mitsuyoshi Yoneda            | 6. Juli 2010       | 01.02.2020                       |
| 15         | "Marathonlauf!" Transliteration: "Marason Taikai!" (Japanisch: マラソン大会!)                    | Noriyuki Kitanohara          | 13. Juli 2010      | 09.02.2020                       |
| 16         | "Oberstufler!" Transliteration: "Senpai!" (Japanisch: 先輩!)                                     | Noriko Takao                 | 20. Juli 2010      | 09.02.2020                       |
| 17         | "Kein Musikraum!" Transliteration: "Bushitsu ga Nai!" (Japanisch: 部室がない!)                   | Taichi Ishidate              | 27. Juli 2010      | 16.02.2020                       |
| 18         | "Hauptrolle!" Transliteration: "Shuyaku!" (Japanisch: 主役!)                                     | Kazuya Sakamoto              | 3. August 2010     | 16.02.2020                       |
| 19         | "Romeo & Julia!" Transliteration: "Romi Juri!" (Japanisch: ロミジュリ!)                          | Hiroko Utsumi                | 10. August 2010    | 23.02.2020                       |
| 20         | "Und wieder ein Schulfest!" Transliteration: "Mata Mata Gakuensai!" (Japanisch: またまた学園祭!) | Mitsuyoshi Yoneda            | 17. August 2010    | 23.02.2020                       |
| 21         | "Abschlussalbum!" Transliteration: "Sotsugyō Arubamu!" (Japanisch: 卒業アルバム!)                | Noriyuki Kitanohara          | 24. August 2010    | 01.03.2020                       |
| 22         | "Aufnahmeprüfung!" Transliteration: "Juken!" (Japanisch: 受験!)                                  | Noriko Takao                 | 31. August 2010    | 01.03.2020                       |
| 23         | "Nach der Schule!" Transliteration: "Hōkago!" (Japanisch: 放課後!)                               | Taichi Ishidate              | 7. September 2010  | 15.03.2020                       |
| 24         | "Abschlussfeier!" Transliteration: "Sotsugyōshiki!" (Japanisch: 卒業式!)                         | Naoko Yamada Kazuya Sakamoto | 14. September 2010 | 15.03.2020                       |
| 25 (extra) | "Planungssitzung!" Transliteration: "Kikaku Kaigi!" (Japanisch: 企画会議!)                       | Hiroko Utsumi                | 21. September 2010 | 22.03.2020                       |
| 26 (extra) | "Besuch!" Transliteration: "Hōmon!" (Japanisch: 訪問!)                                           | Mitsuyoshi Yoneda            | 28. September 2010 | 22.03.2020                       |
| OVA        | "Pläne!" Transliteration: "Keikaku!" (Japanisch: 計画!)                                          | Yasuhiro Takemoto            | 16. März 2011      | 18.04.2021                       |
| Quelle:    |                                                                                                  |                              |                    |                                  |

### Film
| Nr.     | Titel                                                                        | Regie        | Ausgestrahlt am                           |
| ------- | ---------------------------------------------------------------------------- | ------------ | ----------------------------------------- |
| 1       | "K-On! the Movie" Transliteration: "Eiga Keion!" (Japanisch: 映画 けいおん!) | Naoko Yamada | 3. Dezember, 2011 18. Juli, 2012 (BD/DVD) |
| Quelle: |                                                                              |              |                                           |

## K-On! (Staffel 1)

### Haibu!
01: 廃部!, dt. „Klubauflösung!“, 3. April 2009
Die Schülerin Yui Hirasawa hat ihren ersten Tag an der Oberschule und stellt sich dem Zuschauer als verschlafen und tollpatschig vor. Sie wird von ihrer Freundin Nodoka Manabe dazu aufgefordert, sich einen Club zu suchen, wenn sie nicht als NEET enden wolle. Außerdem möchte Ritsu Tainaka den Unterhaltungsmusikclub (軽音楽部, Keiongaku-bu) wieder aufleben lassen, der Ende April aufgelöst werden soll, wenn sich bis dahin nicht mindestens vier Mitglieder gefunden haben. Also begibt sie sich auf die Suche nach neuen Mitgliedern. Die erste ist ihre Freundin Mio Akiyama, die sie nach einigem Hin und Her davon überzeugen kann, dem Musikclub anstelle einem Literaturclub beizutreten. Durch Zufall verläuft sich Tsumugi Kotobuki in das Klassenzimmer, wo die beiden Freundinnen bisher erfolglos auf neue Mitglieder gewartet hatten. Tsumugi, im weiteren Verlauf kurz Mugi genannt, hatte zunächst vor dem Chor beizutreten, findet den Streit zwischen Ritsu und Mio aber durchaus interessant, sodass sie kurzerhand ebenfalls dem Club beizutritt. Die Drei machen sich nun auf die Suche nach mindestens einem weiteren Mitglied. Sie hängen Werbeposter aus, von denen eins den Blick von Yui auf sich zieht. Diese missversteht aber, was ein Unterhaltungsmusikclub eigentlich ist. Als sie ihren Antrag einreicht, stellt sie entsetzt fest, dass hier eine Gitarrenspielerin gesucht wird, sie kann aber nicht Gitarre spielen. Obwohl sich bald herausstellt, dass Yui eher unmusikalisch ist, wird sie überredet, doch im Club zu bleiben. Nach Kaffee und Kuchen und einer kurzen Musikeinlage schließt sie sich dem Klub an, will sich eine Gitarre beschaffen und spielen lernen.

### Gakki!
02: 楽器!, dt. „Instrumente!“ 10. April 2009

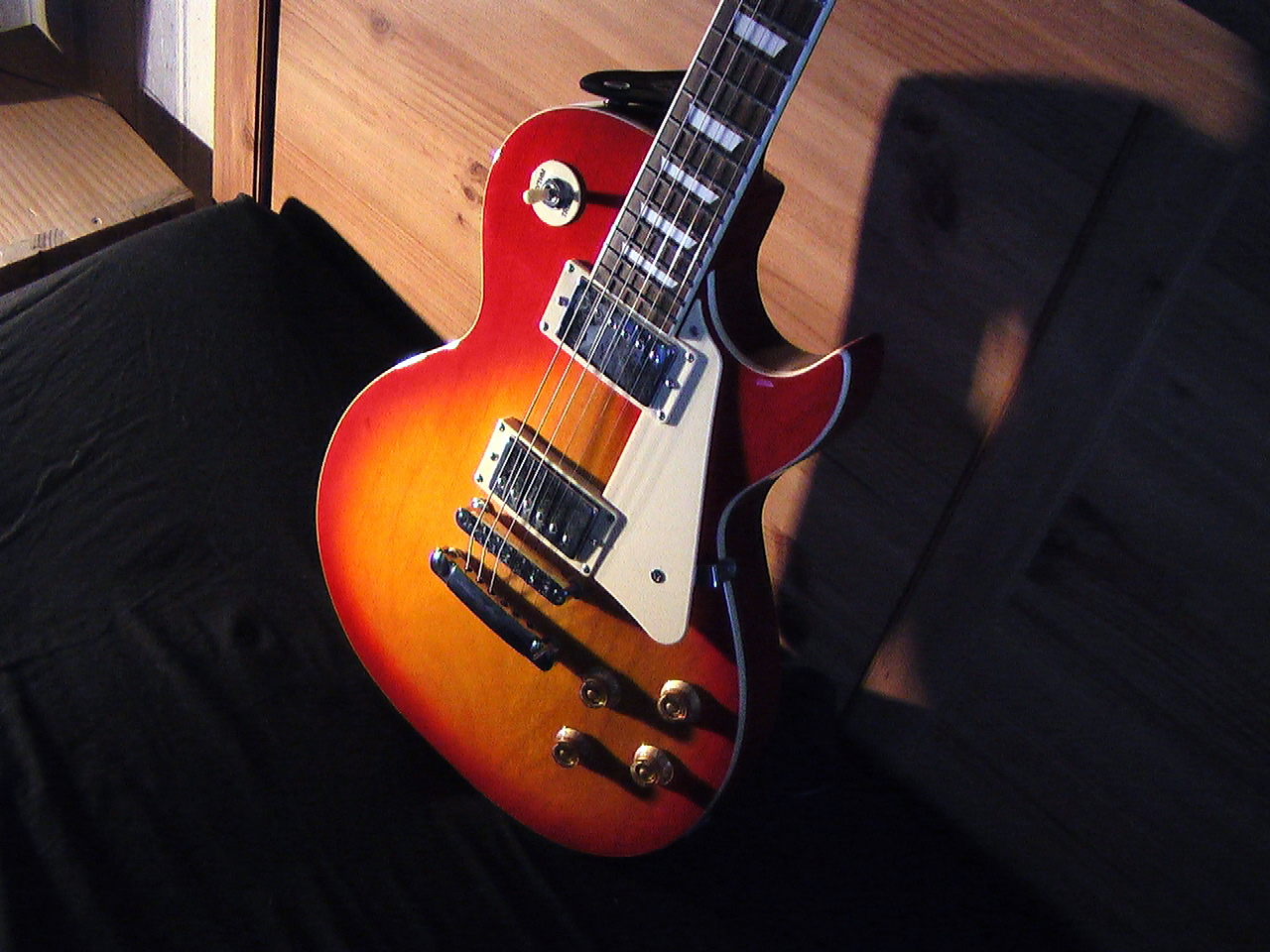
Eine Gibson Les Paul Standard Heritage Cherry Sunburst für welche sich Yui entschieden hat

Als die Schülerinnen feststellen, dass Yui immer noch keine Gitarre hat, begleiten sie sie bei ihrem ersten Gang in ein Musikfachgeschäft. Von ihren Eltern erhielt Yui ein Budget von 50.000 Yen. In dem Laden fällt ihr Blick jedoch auf eine teure Gibson Les Paul Standard, in die sie sich direkt verliebt. Diese ist mit 250.000 Yen jedoch weit über dem ihr zugestandenen Maximum. Yui will jedoch diese Gitarre haben, andere Modelle interessieren sie nicht. Aus dem Grund beschließen die anderen Clubmitglieder zur Finanzierung des Instruments, mit Teilzeitjobs das fehlende Geld aufzutreiben. Jobs finden sie zwar bei Verkehrszählungen, verdienen jedoch nur 8.000 Yen am Tag, und durch die stupide Arbeit sind sie bald mit den Nerven fertig. Das verdiente Geld reicht bei weitem nicht für den Kauf der Gitarre.
Am Abend gibt Yui jedoch den Gedanken an das teure Modell auf, gibt den Freundinnen das verdiente Geld, damit sie sich davon etwas kaufen können und beschließt, sich mit einer weniger kostspieligen Gitarre zu begnügen.
Als sie am nächsten Tag wieder im Geschäft stehen, merken sie jedoch, dass Yuis Herz immer noch an der Gibson hängt. Dies bringt Tsumugi dazu, mit dem Geschäftsführer zu verhandeln, der in ihr die Tochter des Firmenchefs erkennt. Tsumugi kann dadurch den Preis zum Erstaunen ihrer Freundinnen ohne weiteres auf 50.000 Yen herunterhandeln.

### Tokkun!
03: 特訓!, dt. „Spezialtraining!“, 17. April 2009
Während Yui glücklich über ihre neue Gitarre ist und sie selbst zum Schlafen mit ins Bett nimmt, rücken die Prüfungen immer näher. Sie vergißt vollkommen, für die Prüfungen zu lernen und beschäftigt sich nur noch mit Akkorden. Folglich fällt sie in den Vorprüfungen durch. Es besteht nun die Gefahr, dass sie von weiteren Clubaktivitäten ausgeschlossen werden soll, sollte sie auch beim Wiederholungstest durchfallen. Dramatisch daran ist auch, dass der Club in diesem Fall wieder nicht genug Mitglieder hätte und aufgelöst werden müsste. So wird sie von den anderen, insbesondere von Mio gedrängt, mehr für die Prüfung zu lernen. Trotz aller guten Vorsätze erweist sich dies als ein schwieriges Unterfangen, denn Yui lässt sich, wenn sie allein in ihrem Zimmer ist, gerne von anderen Dingen ablenken: Sei es die Versuchung, auf der Gitarre zu zupfen oder Mangas zu lesen. Als sich die Situation einen Tag vor der Prüfung dramatisch zuspitzt und insbesondere Mio wegen ihrer mangelnden Fortschritt besorgt ist, beschließen Mio, Ritsu und Mugi, ihr zu Hause beim Lernen zu helfen. Dabei treffen sie zunächst auf Yuis jüngere Schwester Ui. Im Gegensatz zu Yui wirkt sie keineswegs verschlafen, sondern ist gastfreundlich und macht einen überaus korrekten Eindruck. Während Mio und Mugi bemüht sind, Yui den Stoff beizubringen, fühlt sich Ritsu gelangweilt und ist eher ein Störfaktor als eine Hilfe. Sie lernen bis spät in die Nacht.
Am nächsten Tag kommt Yui niedergeschlagen und matt von der Nachprüfung zurück, sodass die anderen Mitglieder schon das Schlimmste befürchten. Die Überraschung ist jedoch groß, dass Yui den Test mit Bravour bestanden hat. Um diesen Erfolg zu feiern, soll Yui die gelernten Akkorde spielen. Die Akkorde hat sie jedoch alle vergessen, da sie sich, wie sie sagt, immer nur auf eine Sache konzentrieren könne.

### Gasshuku!
04: 合宿!, dt. „Trainingscamp“, 24. April 2009
Als Mio den Clubraum aufräumt, stößt sie auf eine Schachtel, in der sich Dinge, die ehemalige Mitglieder vergessen haben, befinden. Darunter ist auch eine Kassette von einem Auftritt beim Schulfest. Sie hört sich die Kassette an und erkennt, wie gut die alte Band gespielt hat.
Mio will nun die anderen zum Proben während der Sommerpause animieren und ein Trainingscamp veranstalten, doch sofort kommen Bedenken auf, wie das Camp finanziert werden soll. Die Mädchen wenden sich an Tsumugi, die ihnen schon einmal ausgeholfen hat. Tsumugi schlägt ihnen vor, in einer der Villen ihrer Eltern an der Küste zu übernachten. Überglücklich reisen sie mit dem Zug zur Unterkunft, und Mio nimmt sich vor, intensiv zu üben und zu proben. Zunächst ist die Gruppe von der Größe der Villa wie erschlagen, was Tsumugi etwas peinlich ist. Mio stellt aber sehr schnell fest, dass sie die einzige ist, die an einem harten Training Interesse zeigt. Schon bald finden sich die anderen am Strand wieder und spielen, während Mio nur tatenlos zusehen kann.
Erst am Abend gelingt es ihr, die Truppe nach und nach zum Proben zu bewegen. Dabei stellt Mio zu ihrer Überraschung fest, dass sie doch gar nicht so schlecht spielen, wie sie befürchtet hat. Sie erzählt den anderen von ihrem Wunsch, genauso gut zu werden wie ihre Vorgänger. Dazu spielt sie die Kassette ab, die aber genau in diesem Moment auf die B-Seite umspringt, und man hört eine – für Mios Ohren – schreckliche Heavy-Metal-Musik mit einer ebenso schrecklichen Sängerin. Mio, die sowieso leicht schockiert ist oder verängstigen reagiert, muss von ihren Freundinnen beruhigt werden. Als kleine Wiedergutmachung probiert sich Yui an einem Gitarrensolo, welches sie perfekt spielt. Außerdem zeigt ihr Mio, wie man vibrato spielt.

### Komon!
05: 顧問!,  dt. "Betreuer!", 1. Mai 2009
Die Episode beginnt damit, dass Ritsu ein altes Fotoalbum des Light Music Clubs findet und es Yui zeigt. Während der Probe verletzt sich Yui am Finger und wird von Sawako versorgt. Tsumugi entdeckt, dass der Club nicht offiziell registriert ist. Die Gruppe versucht Sawako als Beraterin zu gewinnen, aber sie lehnt ab. Yui erkennt, dass Sawako jemandem aus dem Fotoalbum ähnelt. Sawako gesteht ihre Vergangenheit als Mitglied einer Heavy-Metal-Band und wird erpresst, der Club-Berater zu werden. Sawako kritisiert den Club und Mio wird als Sängerin ausgewählt. Yui kann jedoch nicht gleichzeitig singen und Gitarre spielen. Schließlich verliert Yui ihre Stimme und Mio wird zur Sängerin ernannt, während sie zusammenbricht.

### Gakuensai!
06: 学園祭!, dt. "Schulfest!", 8. Mai 2009
Beim Schulfest steht das erste Konzert der Light Music Club-Band an. Mio ist sehr nervös und sucht den leeren Clubraum auf. Sie bittet Yui und Ritsu um eine Probe, doch beide sind mit anderen Aktivitäten beschäftigt. Mio geht ins Spukhaus ihrer Klasse, um Tsumugi um Hilfe zu bitten, wird aber versehentlich erschreckt. Nodoka erlaubt Yui, früher zu gehen, um mehr zu üben. Yui fragt Ritsu nach einer Probe, doch ihre raue Stimme stört andere Besucher. Schließlich probt die Band gemeinsam und trifft auf ihre neue Beraterin Sawako, die gruselige Kostüme präsentiert. Am Tag des Auftritts überwindet Mio ihre Ängste und singt trotzdem. Der Auftritt ist ein Erfolg, aber Mio stolpert und enthüllt ungewollt ihre Unterwäsche. Am nächsten Tag feiert der Club den Erfolg und Mio wird bewusst, dass sie einen Fanclub hat, ist jedoch etwas beschämt und nachdenklich.

### Kurisumasu!
07: クリスマス!, dt. "Weihnachten", 15. Mai 2009
In dieser Episode von K-ON! geht es um Weihnachten und eine Party, die die Charaktere veranstalten. Es werden Erinnerungen an vergangene Weihnachtsfeste gezeigt, insbesondere an eine, bei der Yui und Ui als Kinder einen Schneebusch mit Kissenfüllung verwechseln. Die Charaktere planen eine Weihnachtsfeier, bei der sie Geschenke austauschen und kurze Aufführungen machen. Es gibt einige lustige Momente, als sie Geschenke kaufen und Tsumugi eine Reise nach Hawaii gewinnt, die sie jedoch gegen ein Brettspiel eintauscht. Bei der Party taucht überraschend ihre Musiklehrerin Sawako auf und sorgt für einige unangenehme Momente. Schließlich wird die Party ein Erfolg, und die Charaktere feiern das neue Jahr zusammen. Yui wird von Ritsu dafür geschlagen, dass sie lieber Süßigkeiten essen möchte, anstatt besser in Gitarre zu werden.

### Shinkan!
08: 新歓!, dt. "Willkommensfeier", 22. Mai 2009
Die Episode beginnt damit, dass Ui und eine andere Mädchen auf der Liste der angenommenen Schülerinnen für die Sakuragaoka High School stehen. Yui, Ritsu, Mio und Tsumugi sind darüber erfreut. Als sie erfahren, in welche Klasse sie eingeteilt sind, stellen sie fest, dass sie alle in Klasse 2-2 sind, während Mio in Klasse 2-1 ist. Mio ist traurig, alleine zu sein, obwohl sie vorgibt, dass es ihr nichts ausmacht. Nodoka, eine Freundin von Yui, ist ebenfalls in ihrer Klasse und beruhigt Mio. Nachdem das Schuljahr beginnt, versuchen die Clubs neue Mitglieder zu gewinnen. Die Light Music Club versucht dies ebenfalls, aber ihre Versuche sind nicht erfolgreich. Ui und ihre Freundin Jun besuchen den Light Music Club, aber beide sind nicht interessiert, beizutreten. Später entscheidet sich Jun, dem Jazz Club beizutreten. Die Light Music Club gibt eine Willkommenskonzert für die neuen Schüler, bei dem Mio aufgrund ihrer Nervosität vergisst, die Lieder zu singen. Azusa, ein Mädchen, das heimlich zugehört hat, beschließt schließlich, dem Light Music Club beizutreten. Die Episode endet damit, dass Ritsu sie begeistert in den Club aufnimmt.

### Shinnyuu Buin!
09:  新入部員!, dt. "Neues Mitglied!", 21. Mai 2009
Azusa tritt dem Light Music Club bei und wird herzlich willkommen geheißen. Sie zeigt ihr Talent an der Gitarre, während Yui versucht, ihr eigenes Können zu verbergen. Azusa bittet Yui um Unterricht, aber es kommt zu Missverständnissen und Konflikten. Dennoch wird sie schließlich ein vollwertiges Mitglied des Clubs, nachdem sie erkennt, dass ihre Freundschaft und Zusammenarbeit das Geheimnis ihres guten Klangs sind.

### Mata Gasshuku!
10: また合宿!, dt. "Trainingscamp, die Zweite!", 5. Juni 2009
In dieser Episode trifft Ui Azusa in einem Restaurant, und sie diskutieren über das bevorstehende Trainingslager des Light Music Clubs in Tsumugis Villa. Azusa teilt ihre Meinungen über die Clubmitglieder mit und zeigt eine unterschiedliche Sichtweise von Yui und Ritsu. Später besucht die Gruppe das luxuriöse Anwesen von Tsumugi, wo sie Zeit am Strand verbringen und Musik machen. Nach einigen Abenteuern und lustigen Momenten kehren sie zurück und beginnen ernsthaft zu üben. Azusa bemerkt, dass Yui hart arbeitet und hilft ihr sogar beim Üben. Am Ende der Episode reflektiert Azusa ihre Erfahrung und ist glücklich, dass sie die anderen besser kennengelernt hat.

### Pinchi!
11: ピンチ!, dt. "Notlage", 12. Juni 2009
In dieser Episode erzählt Azusa rückblickend von den Ereignissen kurz vor dem Schulfest. Die Band bereitet sich auf ihren ersten Live-Auftritt vor. Azusa erfährt von Mios peinlichem Vorfall beim letzten Konzert, den die anderen Mitglieder vor ihr verheimlichen wollen. Die Band füllt eine Anwendung für die Nutzung des Auditoriums aus und bemerkt dabei, dass sie noch keinen Namen haben. Sie beschließen, darüber nachzudenken und mit dem Üben zu beginnen. Yui stellt fest, dass ihre Gitarre nicht richtig klingt, und sie bringen sie zur Reparatur in ein Musikgeschäft. Nach der Reparatur freut sich Yui über den guten Zustand ihrer Gitarre und nennt sie "Giita". Als Yui erfährt, dass die Reparatur Geld kostet, hat sie keins mehr. Tsumugi versucht, sie zu unterstützen, und der Ladenbesitzer erlässt die Kosten. Die Band geht einkaufen und Mio verliebt sich in eine seltene Gitarre. Ritsu wird eifersüchtig und es kommt zu Spannungen zwischen ihnen. Ritsu verfolgt Yui und Nodoka bei einem Treffen und provoziert Mio. In der Clubraum versucht Ritsu, Mio zum Üben zu bringen, aber es kommt zu einem Streit. Ritsu verlässt den Clubraum und ist zwei Tage lang nicht da. Die Band überlegt, eine Ersatzkraft für das Schulfest zu finden. Mio besucht Ritsu zu Hause und versöhnt sich mit ihr. Ritsu kehrt gesund zur Schule zurück und Nodoka hilft der Band, eine zweite Chance zu bekommen, um das Auditorium zu nutzen. Sie besuchen den Schülerrat, um ihre Bitte vorzutragen. Nach einigen Verhandlungen gibt der Schülerrat ihnen eine Frist. Sawako entscheidet, dass die Band den Namen "Ho-kago Tea Time" haben soll. Die Band feiert die Namensfindung und Yui niest plötzlich, was sie besorgt macht.

### Keion!
12: 軽音!, dt. "Light Music!", 19. Juni 2009
Yui wird krank und ihre Schwester Ui kümmert sich um sie. Die Band ist besorgt, dass Yui sich nicht rechtzeitig für das Schulfest erholen wird. Azusa, Ritsu und Mio diskutieren die Ursache von Yuis Krankheit und geben Ritsu und dem Yukata, den sie trug, die Schuld. Später stellen sie fest, dass sich Ui als Yui verkleidet hat, um der Band zu helfen. Die echte Yui ist immer noch krank, daher verbannt Mio sie aus dem Probenraum, damit sie sich richtig erholen kann. Am Tag des Konzerts kommt Yui rechtzeitig an. Allerdings vergisst sie ihre Gitarre und eilt nach Hause, um sie zu holen. Yui schafft es zurück und schließt sich der Band auf der Bühne für eine erfolgreiche Aufführung an.

### Fuyu no Hi!
13: 冬の日!, dt. "Wintertag", 26. Juni 2009
Es ist Winter und die Mitglieder des Light Music Clubs sind in ihren eigenen Gedanken versunken. Yui ist wie immer entspannt und sorglos. Während eines Clubtreffens beklagt sich Yui darüber, dass sie mit kalten Händen nicht gut Gitarre spielen kann. Sie schlägt vor, dass alle zusammen bei ihr zu Hause essen, aber jeder ist bereits anderweitig beschäftigt. Jeder hat seine eigenen Pläne, und Yui beschließt, nur mit ihrer Schwester und ihrer Gitarre zu essen.
Auf dem Heimweg gehen Tsumugi, Azusa, Yui und Ui verschiedene Wege. Tsumugi geht zu einem Restaurant, was Spekulationen über einen Freund aufkommen lässt. Azusa geht nach Hause und kümmert sich um die Katze eines Freundes. Yui schickt verwirrende Nachrichten über ein neues Rezept für eine heiße Brühe. Am nächsten Sonntag treffen sich alle im Restaurant, in dem Tsumugi arbeitet. Ritsu ist enttäuscht, als sie erfährt, dass der vermeintliche Liebesbrief nur Liedtexte von Mio waren.
Die Bandmitglieder gehen wieder ihren eigenen Aktivitäten nach. Tsumugi hat einen Job in einem Schnellrestaurant, Mio versucht allein neue Liedtexte zu schreiben und Yui und Ui bereiten die heiße Brühe vor. Schließlich treffen sich alle wieder und ermutigen sich gegenseitig, eines Tages auf der Bühne im Budōkan zu spielen.
Die Geschichte dreht sich um die Gedanken und Aktivitäten der Clubmitglieder während des Winters und zeigt ihre Freundschaft und Unterstützung füreinander.

### Raibu Hausu!
OVA: ライブハウス!, dt. "Livemusik-Klub", 20. Januar 2010
Die Episode handelt von der Vorbereitung und dem Auftritt der Light Music Club-Band, Ho-Kago Tea Time, in einem Live-Haus. Ritsu wird von ihrer Freundin Maki eingeladen, in dem Live-Haus aufzutreten, und überzeugt die anderen Bandmitglieder, daran teilzunehmen. Nachdem sie die Details mit dem Manager besprochen haben, besuchen sie die Location und treffen auf andere Bands. Zuerst sind sie eingeschüchtert, stellen dann aber fest, dass alle freundlich sind. Yui entwirft ein Bandlogo, und die Band probt mit einigen Hindernissen. Schließlich findet das Konzert statt, und Ho-Kago Tea Time hat einen erfolgreichen Auftritt. Sie feiern anschließend Silvester und beobachten gemeinsam den Sonnenaufgang des neuen Jahres.